# Lampertheim (Alemanha)
Lampertheim  é uma cidade da Alemanha, localizada no distrito de Bergstrasse da região administrativa de Darmstadt, estado de Hesse.

## Geografia
Fica situada na margem direita do rio Reno, a cerca de 15 km da cidade de Mannheim.